# Gongylocarpus
Gongylocarpus Schltdl. & Cham. – rodzaj roślin z rodziny wiesiołkowatych. Obejmuje dwa gatunki. Występują one naturalnie w Meksyku oraz Gwatemali. Gatunkiem typowym jest G. rubricaulis Schltdl. & Cham.

## Systematyka
Pozycja systematyczna według APweb (2001...)
Rodzaj należący do podrodziny Onagroideae, rodziny wiesiołkowatych (Onagraceae Juss.), która wraz z siostrzaną grupą krwawnicowatych (Lythraceae) wchodzi w skład rzędu mirtowców (Myrtales). Rząd należy do kladu różowych (rosids) i w jego obrębie jest kladem siostrzanym bodziszkowców.
Wykaz gatunków
- Gongylocarpus fruticulosus (Benth.) Brandegee
- Gongylocarpus rubricaulis Schltdl. & Cham.